# Жмеринська залізнична лікарня
Жмеринська залізнична (відділкова) лікарня — лікарня в м. Жмеринка, що належить УкрЗалізниці.

## Історія
На початку 1843 року було розпочато будівництво Російських залізниць, на будівництві працювала велика кількість людей (кріпаків) робота була важкою та тривала за будь-якої погоди. Травматизм, погане харчування, та антисанітарія — обов'язковий атрибут будь-якого великого скупчення людей аж ніяк не сприяли поліпшенню здоров'я працюючих. Люди, звісно, травмувалися, хворіли і мерли. В зв'язку з цим з'явилась потреба в лікувальних лазаретах.
Ось тому 1896 році Міністерство шляхів сполучення Російської Імперії віддало розпорядження про будівництво лікувального закладу при залізниці в містечку Жмеринка. Будівництво тривало два роки і завершено було 28 серпня 1898 року. Ця дата вважається «Днем народження нинішньої Жмеринської залізничної лікарні».
Медичний заклад, як і належить, був невеличким, всього на 20 ліжок сумарно. Із них 14 відводилося для хворих хірургічного профілю, 6 для інфекційного. Тоді ж було збудовано також рентген кабінет, лабораторію і морг. Оце і вся лікарня.
Першим лікарем новоствореного закладу охорони здоров'я місцевих залізничників і начальником його був М. Г. Кіріца.
Пізніше в 1912 році будівельники завершили зведення третього за рахунком корпусу на 20 ліжок. По 10 ліжок отримали акушерсько-гінекологічні та терапевтичні хворі.
Жовтень 1917 році застав колектив Жмеринської залізничному в такому складі: 5 — лікарів, 12 — спеціалістів середньої медичної ланки та 19 — молодшої, але 36 чоловік залишалося в складі лікувального закладу недовго: час вимагав поповнення колективу. Потреба в спеціалістах із вищою середньою спеціальною освітою була не мала, адже, починаючи з 1919 року, в м. Жмеринці на базі місцевої Відділкової лікарні велося постійне будівництво. З кожним роком підвищувався рівень розвитку лікарні. В лікарні був рентгенологічний кабінет, надавалася стоматологічна допомога та проводилось зубопротезування. До 1941 року в акушерсько-гінекологічному відділенні було 20 ліжок. Загалом же перед Другою світовою всі відділення залізничної лікарні налічували 156 місць. Колектив складався з 17 лікарів, 62 -медичних працівників середнього і 36 чоловіків молодшого медичного персоналу та 19 — обслуговуючого.
В 1944 році при поліклініці було відкрито фізіотерапевтичний кабінет.
30 серпня 1964 року здано в експлуатацію нове приміщення Залізничної лікарні на 300 ліжок. І якщо тоді, у 1898 році на реальну допомогу могли очікувати тільки інфекційні хворі та ще ті, хто потребував оперативного хірургічного втручання то тепер на варті здоров'я населення стояло значно більше спеціалістів і були вони значно краще «озброєні».
Нова лікарня відразу була устаткована за останнім словом техніків. Передбачено було все: 4 ліфти, механізована пральня, витяжна вентиляція приміщень, приготування їжі на електроплитах в окремому приміщенні згідно санітарних норм.
Сюди було завезено новітню медичну апаратуру, відділення забезпечено достатнім асортиментом ліків, перев'язочним матеріалом, халатами для стаціонарних хворих та інше. Багатопрофільними стали не тільки стаціонарні відділення лікарні, а й поліклінічні. Амбулаторно-поліклінічна допомога населенню здійснюється з усіма видами додаткових методів діагностики: рентгенівське дослідження, функціональна діагностика, фізлікування — світло-електролікування, водолікування, грязелікування.
В 1979 році в лікарні функціонує 450 ліжок.
Жмеринські залізничники та їх родичі отримали в 1986 році ще один цінний «подарунок» — чотири поверхову поліклініку на 600 відвідувань у 140 кабінетах одночасно йшов прийом хворих.
Зараз Жмеринська залізнична (відділкова) лікарня — це справжнє медичне містечко із стаціонаром та поліклінікою тут працює близько 500 фахівців різного профілю.
Відділення стаціонару та поліклінічне відділення з'єднані між собою побутовим теплопереходом.